# 宁都起义指挥部旧址
26°28′38″N 116°01′08″E / 26.47722°N 116.01889°E
宁都起义指挥部旧址位于中国江西省赣州市宁都县县城梅江镇，是一幢二层砖木结构西式建筑，原系耶稣堂牧师的住房，建于1916年，占地面积394平方米。1988年被列为第三批全国重点文物保护单位。
1931年，由原西北军第五路军改编的国民革命军第二十六路军赴江西“剿共”。12月14日，该军在参谋长赵博生、旅长季振同、董振堂、团长黄中岳等领导下在宁都宣布起义，加入中国工农红军，被编为中国工农红军第一方面军第五军团，史称宁都起义。
1975年宁都县在此设立了宁都起义纪念馆，与宁都县革命历史纪念馆合署办公。1980年宁都县革命历史纪念馆改名宁都县博物馆，遂与县博物馆合署办公。